# 李响 (1974年)
李响（1974年8月—），男，中华人民共和国外交官，现任中华人民共和国驻厄立特里亚国特命全权大使。

## 生平
李响曾任外交部礼宾司参赞。2019年，升任外交部礼宾司副司长。2024年5月，出任中华人民共和国驻厄立特里亚大使。